# Eddington (film)
Pour les articles homonymes, voir Eddington.
Pour plus de détails, voir Fiche technique et Distribution.
Eddington est un western politique américain co-produit, écrit et réalisé par Ari Aster, sorti en 2025.
Quatrième long-métrage du réalisateur, après Hérédité, Midsommar et Beau Is Afraid, il est présenté en compétition officielle au festival de Cannes 2025.
Le film se déroule en mai 2020, durant la pandémie de Covid-19, à Eddington au Nouveau-Mexique. Le shérif local Joe Cross s'oppose au maire Ted Garcia. Cela va déclencher une véritable poudrière dans la petite ville.

## Synopsis
En mai 2020, durant la pandémie de Covid-19, à Eddington au Nouveau-Mexique, le maire Ted Garcia instaure un confinement pour endiguer le Coronavirus et, conséquemment, impose le port du masque aux habitants et la distanciation sociale ce qui déplait fortement au shérif local, Joe Cross, souffrant d'asthme. Dès lors, hostile à ces mesures absurdes à ses yeux, ce dernier s'oppose fermement à Garcia et lui demande de respecter la liberté de leurs concitoyens quitte à se quereller violemment en public. Suite à une énième discussion animée avec lui dans un supermarché où un vieil homme se fait virer car il refuse de se couvrir le visage, prenant sa défense et acceptant de prendre un selfie avec lui en guise de remerciement pour avoir pris sa défense. Cross annonce ensuite sur les réseaux sociaux qu'il se présente aux élections municipales pour contrer Garcia, sur le point de signer une importante affaire juteuse et politique à propos d'un gigantesque centre de données contrôlé par l'intelligence artificielle et censée moderniser Eddington. Secondé par ses adjoints Guy et Michael « Mike » pour créer des affiches et des slogans, Cross fait face à la colère de sa femme dépressive, Louise, qui refuse d'être au cœur de leur rivalité puisqu'elle a eu une petite histoire d'amour avec Garcia lorsqu'ils étaient plus jeunes. De plus, Cross doit gérer l'omniprésence de la mère de celle-ci, Dawn, une complotiste adepte des théories conspirationnistes farfelues sur les origines du virus. Enfin, il s'avère que Cross reproche à Garcia d'avoir poussé Louise à avorter au début de sa carrière, ce qu'il nie et, au contraire, affirme qu'il n'a jamais couché avec elle tout en blâmant Dawn de l'avoir incitée à se débarrasser de l'enfant qu'elle portait en elle.
Un soir, alors qu'il a préparé un dîner pour se rapprocher de Louise, Cross rencontre le nouvel ami de sa compagne, Vernon Jefferson Peak, qui s'invite à leur table avec deux inconnus et la mère de Louise. En réalité, cet individu est à la tête d'une secte en pleine éclosion où Louise semble avoir trouvé sa place auprès de ce gourou qui leur raconte que sa famille l'a vendu, lorsqu'il était petit garçon, à un réseau de pédocriminalité où des pédophiles ont abusé de lui et d'autres enfants, dont le couple de fidèles avec lui, avant de les traquer en pleine forêt comme des animaux et les faire disparaître. En outre, Peak leur explique qu'il a survécu car l'un de ses assaillants était amoureux de lui et l'a laissé s'échapper avant de sous-entendre à Louise que son propre père l'a violée et fécondée, ce qui déplaît à sa mère. Charmée par le gourou, Louise se laisse convaincre et, parallèlement, dans l'espoir de salir l'image de son concurrent, Cross décide d'utiliser les probables abus sexuels qu'elle a subis pour sa campagne en affirmant publiquement que Garcia l'a molestée dans le passé. Après avoir géré avec difficulté une manifestation où le mouvement Black Lives Matter, soit des militants qui dénoncent la violence policière suite au meurtre de George Floyd, confronte des émeutiers en pleine rue, et calomnié par une vidéo en ligne où il est décrit comme étant brutal avec les habitants, Cross assiste au départ de Louise, dégoûtée de son comportement au point de nier les accusations visant Garcia sur son compte Instagram, qui est définitivement tombée dans les griffes de Peak qui l'emmène avec elle dans son cercle loin d'Eddington. Au même moment, Sarah, une jeune influenceuse, tente de convaincre Michael, étant noir, de la rejoindre dans son groupe mais, promu sergent par Cross, celui-ci lui rétorque que leur ville n'a rien à voir avec la mort de Floyd tandis que, pour leur part, le fils de Garcia, Eric, la rallie uniquement pour sortir avec elle ce qui vexe son meilleur ami également adhérent, Brian, étant amoureux de Sarah. 
Désormais seul chez lui avec Dawn, perdue dans ses théories du complot et protégeant l'image de son mari défunt, ancien shérif de la ville, qui aurait violé Louise, Cross est averti par son adjoint Guy qu'une plainte a été déposée pour tapage chez Garcia qui organise une grande fête pour financer sa réélection. Quand il débarque sans masque dans sa villa pour éteindre la musique, diffusant Firework de Katy Perry, Garcia le gifle à deux reprises devant tout le monde pour se venger de l'avoir accusé de viol. Humilié, Cross repart silencieusement sous les yeux de tous les invités dont ceux qui avaient accepté de l'épauler dans son élection. Accablé, à bout de nerfs en raison du départ de Louise et la honte qu'il vient de subir, sachant également que sa campagne est finie à cause de ses attaques mensongères, Cross s'arrête sur son chemin dans le bar local dévalisé par le clochard paranoïaque de la ville, un certain Lodge, qui suppute que son enfant a été vendu à de puissants pédocriminels. Soudainement, Cross l'abat froidement avant de nettoyer la scène de crime et jeter son cadavre dans une rivière proche. Peu de temps après, alors qu'il reproche à son fils de ne pas respecter le confinement en fréquentant Sarah, Ted Garcia est à son tour assassiné à son domicile par Cross qui élimine ensuite son adolescent avec un fusil de précision. Dans le but de brouiller les pistes, Cross tague le slogan politique Pas de justice, pas de paix sur leur mur pour accuser le mouvement Black Lives Matter du double assassinat. Interrogée par Cross et Guy car son sac à main a été retrouvé chez les Garcia, Sarah leur révèle que les militants en question n'y sont pour rien et les guide vers les Antifa qui peuvent utiliser la violence pour s'imposer dans les médias. À la télévision, Cross fait l'erreur de les citer et de les incriminer tout en promettant une révolte pour se protéger et défendre Eddington. Au même moment, un jet privé débarque à l'extérieur de la ville et des extrémistes lourdement armés préparent leur arrivée dans les rues de la bourgade. 
Cependant, le plan de Cross se fragilise lorsque l'officier amérindien Butterfly Jimenez, issu de la tribu des Pueblos, le suspecte petit à petit du double homicide. En effet, il interfère dans son enquête puisque le tueur a tiré à partir de son territoire où il a laissé par mégarde une douille de fusil et des empreintes de son véhicule. Pour s'innocenter, Cross utilise le témoignage de Brian, qui a envoyé une photo de Eric et Sarah s'embrassant à son adjoint Michael qui fut amoureux d'elle, pour orienter les soupçons vers son collègue noir, en plaçant dans son véhicule une montre donnée par la gouverneure de l'État à Garcia afin de le récompenser pour le futur centre de données. Il reçoit l'appui de Guy, ignorant la vérité sur son chef meurtrier. Dès l'instant où le duo inculpe Michael du double meurtre qu'il aurait commis pour assouvir une vengeance passionnelle et une haine profonde des hispaniques, dans leur commissariat, Jimenez se rend compte sur un tableau composé de slogans pour sa campagne que Cross a la même écriture que celle inscrite sur le mur des Garcia. Démasqué, Cross le suit jusqu'à chez lui où Jimenez cherche l'arme à feu et questionne sa belle-mère sur celle-ci alors qu'elle est en plein délire paranoïaque, maintenant convaincue que Peak et Louise ont tué Garcia. Au même moment, Cross reçoit la notification de résultat d'un test Covid qu'il a fait plus tôt mais ne le consulte pas. Par la suite il tousse de plus en plus. Il est averti par Guy qu'un feu de poubelle s'est déclaré près de leur bureau. De retour, Cross découvre que Michael a disparu de sa cellule et le retrouve plus tard au milieu du désert. Entouré de mines et d'essence, Michael tente d'éloigner Guy et Cross ; celui-ci encourage celui-là à avancer mais, brusquement, une explosion tue Guy et blesse Cross ainsi que Michael, laissé pour mort pendant que l'inscription No Peace se forme par le feu vu du ciel. Désorienté par la détonation, Cross s'aperçoit qu'un drone a filmé la scène et tente de le détruire, sans succès. Au moment où les étrangers extrémistes s'échappent et ouvrent le feu sur lui, Cross trouve refuge dans sa maison où il avoue à Dawn qu'il a tué les Garcia pour la rassurer à propos de Louise et Peak qui, selon elle, viennent pour la supprimer. Dorénavant traqué par les hommes cagoulés en noir qui cherchent à le tuer, Cross s'enfuit dans le désert, gagne le cœur d'Eddington où, dans une armurerie, il s'équipe d'une mitrailleuse et d'un fusil d'assaut pour ensuite, sous le coup de la folie et du stress, tirer autour de lui dans les rues fantômes d'Eddington où il blesse accidentellement Jimenez, présent pour l'arrêter pour les meurtres des Garcia, en lui déchiquetant une jambe, juste avant que l'officier amérindien ne soit abattu d'une balle en pleine tête par un des tireurs cagoulés. Après avoir réussi à abattre un des extrémistes, Cross est finalement blessé par balle par un autre qui le poignarde à deux reprises au milieu de son crâne. Témoin de sa mise à mort, perdu dans ses convictions politiques depuis son départ de Black Lives Matter et errant dans la ville déserte, Brian se filme en train de tuer l'assaillant et sauver à temps Cross. Ce dernier est opéré en urgence ; les chirurgiens mesurent une température de 40,5°, correspondant à la zone Covid. 
Un an plus tard, popularisé par son exploit d'avoir secouru Cross, Brian est devenu un important influenceur partageant sur ses réseaux sociaux notamment sa haine de Michelle Obama avec l'acteur James Woods, partisan de Donald Trump. De son côté, Cross est maintenant lourdement handicapé, paralysé et confiné dans une chaise roulante suite à ses blessures au cerveau. Bien qu'incapable de s'exprimer, il est devenu le maire en titre d'Eddington, en fait totalement représenté par Dawn, sa belle-mère qu'on voit prononcer le discours d'inauguration du fameux centre de données, désormais bien ouvert malgré la résistance de Cross lorsqu'il était shérif. Le soir même, alors qu'il regarde à la télévision le film Vers sa destinée de John Ford narrant l'ascension de l'avocat Abraham Lincoln dans sa petite ville de l'Illinois, Dawn lui dévoile une vidéo du gourou Vernon Jefferson Peak qui prend du galon à Eddington dont la secte s'agrandit de plus en plus au cœur de sa ville. Surtout, elle et Cross s'émeuvent en voyant Louise à ses côtés, épanouie et enceinte de son futur enfant. Au moment de se coucher avec lui dans son lit, Dawn est rejointe par l'aide-soignant de Cross et les deux s'étreignent tendrement. 
Pas loin de leur villa au sommet d'Eddington, toujours policier, éprouvant une colère intérieure envers Cross pour l'avoir fait passer pour un meurtrier au point de le filmer secrètement lors de l'inauguration du centre de données avec son portable pour révéler son handicap sur les réseaux sociaux et mutilé au visage à cause de l'explosion, Michael se perfectionne au tir et réussit à viser au milieu de la tête de sa cible d'entraînement. Puis les lumières de la ville s'éteignent, éclairée par celles bleutées du centre de données à l'extérieur d'Eddington.

## Fiche technique
- Titre original et francophone : Eddington
- Réalisation et scénario : Ari Aster
- Musique : Bobby Krlic et Daniel Pemberton
- Décors : Elliott Hostetter
- Costumes : Anna Terrazas
- Photographie : Darius Khondji
- Montage : Lucian Johnston
- Production : Ari Aster et Lars Knudsen
  - Production exécutive : Alejandro De Leon, Robert Dean, Harrison Huffman, Todd Lundbohm, Andrea Scarso
- Sociétés de production : A24, Square Peg
- Sociétés de distribution : A24 (États-Unis), Metropolitan FilmExport (France)
- Budget : 25 millions de dollars[3]
- Pays de production :  États-Unis
- Langue originale : anglais
- Format : couleur - 35mm - 1,85:1
- Genre : néo-western, néo-noir, horreur psychologique
- Durée : 148 minutes
- Dates de sortie[4] : 
  - France : 16 mai 2025 (festival de Cannes), 16 juillet 2025 (sortie nationale)[5]
  - Suisse : 6 juillet 2025 (Festival international du film fantastique de Neuchâtel)

## Distribution
- Joaquin Phoenix : le shérif Joe Cross
- Pedro Pascal : le maire Ted Garcia
- Emma Stone : Louise Cross, l'épouse de Joe
- Austin Butler : Vernon Jefferson Peak
- Luke Grimes : Guy Tooley
- Micheal Ward : Michael Cooke
- Deirdre O'Connell : Dawn, la mère de Louise
- Clifton Collins Jr. : Lodge
- Amélie Hoeferle : Sarah
- William Belleau : officier Butterfly Jimenez
- Matt Gomez Hidaka : Eric Garcia, le fils de Ted
- Cameron Mann : Brian
- Keith Jardine : l'homme musclé dans le jet

## Production

### Tournage
Le tournage débute le 11 mars 2024 au Nouveau-Mexique.

## Sortie

### Accueil critique
En France, le site Allociné donne une moyenne de 3,6⁄5, d'après l'interprétation de 37 critiques de presse.

## Distinction

### Sélection
- Festival de Cannes 2025 : sélection officielle, en compétition